# Orquestra Filarmônica da Tailândia
A Orquestra Filarmónica (português europeu) ou Filarmônica (português brasileiro) da Tailândia (em tailandês:  วงดุริยางค์ฟีลฮาร์โมนิกแห่งประเทศไทย) é uma orquestra tailandesa fundada em 2004. O principal maestro é Gudni Emilsson e o diretor musical é Sugree Charoensook.